# L'Inspectrice des impôts
Série L'Inspectrice des impôts
L'Inspectrice des impôts 2
(1988)
Pour plus de détails, voir Fiche technique et Distribution.
L'Inspectrice des impôts (マルサの女, Marusa no onna) est un film japonais sorti en 1987, écrit et réalisé par Jūzō Itami. Ce film obtint de nombreuses récompenses, dont neuf Japan Academy Prize.
La suite, L'Inspectrice des impôts 2 (Marusa no onna II), est sortie en 1988.

## Synopsis
Ryōko Itakura, travaillant aux  impôts, vérifie les comptes de plusieurs entreprises japonaises, s'occupant de revenus non déclarés et d'impôts non payés. Un jour, elle décide d'enquêter sur les comptes d'une compagnie de Love hotel.

## Fiche technique
- Titre : L'Inspectrice des impôts
- Titre original : マルサの女 (Marusa no onna?)
- Titre anglais : A Taxing Woman
- Réalisation : Jūzō Itami
- Scénario : Jūzō Itami
- Direction artistique : Shūji Nakamura
- Photographie : Yonezō Maeda
- Son : Osamu Onodera, Masatoshi Saito
- Montage : Akira Suzuki (ja)
- Musique : Toshiyuki Honda
- Production : Seigo Hosogoe, Yasushi Tamaoki
- Sociétés de production : New Century Producers, Itami Productions
- Société(s) de distribution :  
  - Japon : Tōhō
  - États-Unis : Original Cinema
- Pays d’origine :  Japon
- Langue originale : Japonais
- Format : couleurs - 35 mm - 1,33:1 - son Dolby
- Genre : comédie
- Durée : 127 minutes[1] (métrage : 3 494 m[1])
- Dates de sortie :
  - Japon : 7 février 1987[1]
  - Italie : 9 septembre 1987 (Mostra de Venise)
  - Canada : 11 septembre 1987 (Festival de Toronto)
  - États-Unis : 26 septembre 1987 (New York Film Festival)
  - Suède : 29 janvier 1988
  - Australie : 16 mars 1989

## Distribution
- Nobuko Miyamoto : Ryōko Itakura
- Tsutomu Yamazaki : Hideki Gondō
- Masahiko Tsugawa : Hanamura
- Yasuo Daichi : Ijūin
- Kinzō Sakura : Kaneko
- Hajime Asō : Himeda
- Kiriko Shimizu : Kazue Kenmochi
- Kazuyo Matsui : Kumi Torikai
- Hideo Murota : Jūkichi Ishii
- Machiko Watanabe : infirmière
- Shōtarō Takeuchi : Rihei Hakamada
- Mitsuhiko Kiyohisa : Gondō no Untenshu
- Akira Shioji : Fudōsan'ya
- Kōichi Ueda : Ninagawa no Fukushin
- Yūsuke Nagumo : Ninagawa no Kobun

## Distinctions

### Récompenses
- Prix Mainichi du meilleur film en 1987
- 9 récompenses aux Japan Academy Prize de 1988[2] : 
  - Meilleur film
  - Meilleur acteur : Tsutomu Yamazaki
  - Meilleure actrice : Nobuko Miyamoto
  - Meilleur acteur dans un second rôle : Masahiko Tsugawa
  - Meilleur réalisateur : Jūzō Itami
  - Meilleur scénario : Jūzō Itami
  - Meilleur son : Osamu Onodera
  - Meilleur montage : Akira Suzuki (ja)
  - Meilleure musique de film : Toshiyuki Honda

### Nominations
- 3 nominations aux Japan Academy Prize de 1988[2] : 
  - Meilleure photographie : Yonezō Maeda
  - Meilleure direction artistique : Shūji Nakamura
  - Meilleur éclairage : Akio Katsura